# Система управління проєктами
Система керування проєктами (Програмне забезпечення для керування проєктами) — визначення для комплексного програмного забезпечення, що охоплює програми для планування завдань, складання розпису, контролю ціни і керування бюджетом, розподілу ресурсів, спільної роботи, спілкування, швидкого керування , документування та адміністрування системи, яке використовуються спільно для керування великими проєктами.

## Завдання програмного забезпечення для керування проєктами

### Планування
Однією з найбільш поширених можливостей є можливість планування подій і керування завданнями. Вимоги можуть відрізнятися в залежності від того, як використовується інструмент. Найбільш поширеними є:
- планування різних подій, що залежать одна від одної;
- планування розкладу роботи співробітників і керування ресурсами;
- розрахунок часу, необхідного на рішення кожної з задач;
- сортування завдань залежно від термінів їх завершення;
- керування декількома проєктами одночасно.

### Керування даними та надання інформації
Програмне забезпечення для керування проєктами надає велику кількість необхідної інформації, такої як:
- список завдань для співробітників та інформацію про розподіл ресурсів;
- огляд інформації про терміни виконання завдань;
- ранні попередження про можливі ризики, що пов'язані з проєктом;
- інформація про робоче навантаження;
- інформація про хід проєкту, показники і їх прогнозування.

## Типи програмного забезпечення для керування проєктами

### Стаціонарне (standalone) ПЗ
Такі програми зазвичай дозволяють зберігати інформацію в файл, який надалі може бути викладений в загальний доступ для інших користувачів або ж дані зберігаються в центральній базі даних. Як приклад, можна навести такі програми:
- Cerebro — ПЗ, що розраховане на велику кількість користувачів для керування медіа проєктами;
- GanttProject — програма, призначена для планування проєктів на основі побудови діаграм Ганта і діаграм типу PERT;
- KPlato — додаток для керування проєктами під ОС Linux;
- Microsoft Project — програма керування проєктами, розроблена і продається корпорацією Microsoft;
- OpenProj — багатоплатформне програмне забезпечення для керування проєктами. Розробка компанії LibreOffice;
- Open Workbench;
- ProjectLibre — безкоштовне ПЗ для керування проєктами з відкритим кодом в Linux, macOS або Windows, яке до того ж підтримує сумісність із файлами Microsoft Project;
- TaskJuggler — багатоплатформна програма для керування проєктами, поширювана на умовах ліцензії GPL, написана мовою Ruby.

### Вебдодатки
- Worksection - український онлайн сервіс по керуванню проєктами, командній роботі та контролю над виконанням задач.
- Trello — безплатна багатоплатформна система керування проєктами
- Basecamp — це онлайн-інструмент для керування проєктами, спільної роботи і постановки завдань по проєктам, створений компанією 37signals;
- Pivotal Tracker — онлайн-система для керуванням процесів розробки проєктів та постановки задач, створений компанією PivotalLabs.
- Bontq — вебдодаток для керування проєктами і відстеження помилок;
- Easy Projects.NET — багатофункціональна (enterprise) система керування проєктами;
- Gantter — хмарний-сервіс для керування проєктами (http://gantter.com);
- Kommandcore — вебсервіс для командного керування проєктами;
- PayDox — веборієнтована система керування завданнями і проєктами;
- Project Kaiser — система керування проєктами;
- ProjeQtOr — система керування проєктами, завданнями та ресурсами, створена Pascal BERNARD;
- TeamLab — віртуальний офіс для спільної роботи над проєктами, що включає онлайн редактори документів і систему CRM;
- TeamBridge — онлайн-сервіс для спільної роботи, керування проєктами та компанією;
- Wrike — онлайн-інструмент для керування проєктами та спільної роботи.

### Для одного користувача
Системи для одного користувача можуть використовуватися як персональні або для керування невеликими компаніями.

### Для великої кількості користувачів
Призначені для координації дій декількох десятків або сотень користувачів. Зазвичай будуються за технологією клієнт-сервер та мають вебінтерфейс. До систем, що розраховані на велику кількість користувачів, відносяться:
- Jira — серверний багатоплатформний вебзастосунок для керування проєктами, відстежування помилок, призначена для організації спілкування з користувачами та звітності. Розробка компанії Atlassian Software Systems;
- Redmine — відкритий серверний багатоплатформний вебдодаток написаний на вебфреймворку Ruby on Rails для керування проєктами і завданнями (у тому числі для відстеження помилок) та звітності;
- Trac — серверний багатоплатформний вебдодаток для керування проєктами і відстеження помилок в програмному забезпеченні;
- Mantis Bug Tracker — відкритий серверний багатоплатформний вебдодаток для керування проєктами, відстеження помилок в програмних продуктах та звітності;
- Easy Projects.NET — це вебдодаток для керування проєктами з розробки  програмного забезпечення, написане на .NET компанією Logic Software;
- OpenProject — серверний багатоплатформний вебдодаток написаний на вебфреймворку Ruby on Rails для керування проєктами. Розробка компанії ChiliProject;
- PayDox — система електронного документообігу, керування бізнес-процесами і спільною роботою;
- ProjectMate — російська система автоматизації професійної діяльності, що відноситься до класу PSA-рішень (Professional Services Automation);
- Basecamp;
- Bitbucket;
- Launchpad;
- OTRS;
- TeamLab — це багатофункціональний онлайн-офіс, що включає в себе CRM, інструменти для спільної роботи над проєктами, діаграму Ганта, поштовий агрегатор, а також онлайн редактори документів нового покоління, написані на HTML5;
- GitHub — один з найбільших вебсервісів для спільної розробки програмного забезпечення, що базується на системі керування версіями файлів Git, та може позиціонувати себе як система керування проєктами.

## Додаткова література
- ДСТУ ISO/IEC/IEEE 16326:2015 Розроблення систем та програмного забезпечення. Процеси життєвого циклу. Керування проєктами (ISO/IEC/IEEE 16326:2009, IDT). URL: http://online.budstandart.com/ru/catalog/doc-page?id_doc=67052.
- Eric Uyttewaal: Dynamic Scheduling With Microsoft(r) Project 2000: The Book By and For Professionals, ISBN 0-9708276-0-1
- George Suhanic: Computer-Aided Project Management, ISBN 0-19-511591-0
- Richard E. Westney: Computerized Management of Multiple Small Projects, ISBN 0-8247-8645-9
- Gido, J. (1999). Appendix A: Project Management for Software [Afterword]. In Successful Project Management (p. 334). Cincinnati, OH: South-Western College Pub.
- Project Time Management. (2008). In A guide to the project management body of knowledge (PMBOK guide) (4th ed., p. 145). Newtown Square, Pa: Project Management Institute.